# Sphaerothecium phascoideum
Sphaerothecium phascoideum är en bladmossart som beskrevs av Georg Ernst Ludwig Hampe 1869. Sphaerothecium phascoideum ingår i släktet Sphaerothecium och familjen Dicranaceae. Inga underarter finns listade i Catalogue of Life.